# 江阴职业技术学院
31°55′18″N 120°16′35″E / 31.921644°N 120.276372°E
江阴职业技术学院，是位于江苏省无锡市的一所公办全日制普通专科学校。

## 历史
- 2002年9月，江阴职工大学升格为江阴职业技术学院。

## 专业设置
- 机电工程系
- 电子信息工程系
- 化学纺织工程系
- 计算机科学系
- 艺术设计系
- 管理系
- 外语系
- 基础部
- 体育部